# Amt Schwartau

Das Schwartauer Amthaus (Foto vor 1909), von dem aus das Amt Schwartau verwaltet wurde (heute steht dort das Amtsgerichtsgebäude Bad Schwartau)

Das Amt Schwartau war einer (der vier) Verwaltungsbezirke des Fürstentums Lübeck mit Sitz in Schwartau.
Das Amt Schwartau entstand 1843 durch Zusammenlegung der (bereits in Schwartau ansässigen) Ämter Kaltenhof und Großvogtei (Besitzungen des Lübecker Domkapitels) – ausgelöst durch den im Plöner Vertrag von 1842 vereinbarten Gebietsaustausch zwischen dem Fürstentum Lübeck und Holstein zur Bereinigung der verstreuten Besitzungen.
Voraussetzung war der 1803 im Reichsdeputationshauptschluss vereinbarte Übergang aller Besitzungen des Lübecker Domkapitels (Amt Großvogtei) an das aus dem Hochstift Lübeck neu gebildete Fürstentum Lübeck.
Nach dem Inkrafttreten der neuen Oldenburger Gemeindeordnung am 1. November 1859 war das Amt Schwartau für die Verwaltung der folgenden Gemeinden zuständig
- Flecken Schwartau
- Gemeinde Gleschendorf
- Landgemeinde Rensefeld
- Gemeinde Ost-Ratekau
- Gemeinde West-Ratekau
- Gemeinde Obernwohlde

1867 kam die Gemeinde Stockelsdorf zum Amt Schwartau.
1879 wurde das Amt Schwartau aufgelöst. Die Aufgaben des Gerichtes wurden aufgrund der Reichsjustizgesetze durch das Amtsgericht Schwartau übernommen, während die sonstigen Befugnisse an die Regierung des Fürstentums Lübeck in Eutin übergingen.
Das Amt Schwartau umfasste den Verwaltungsbezirk des aufgelösten Amtsgerichts Bad Schwartau.

## Amtmänner
- August zu Rantzau 1843–1849